# Seoul National University of Science and Technology

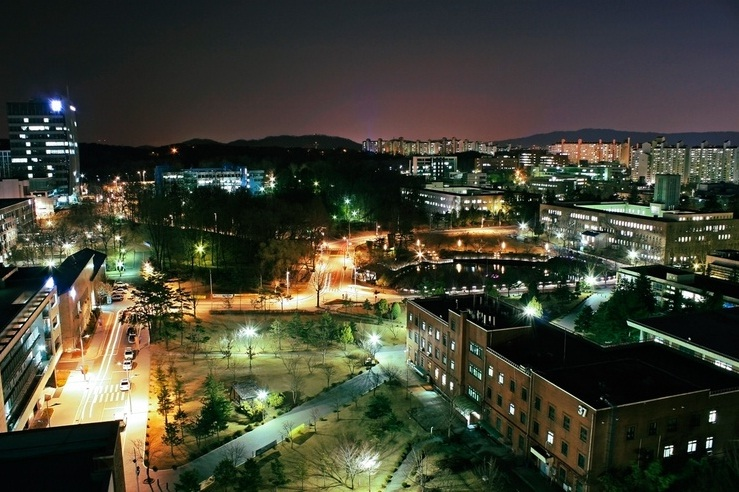
Campus

Die Seoul National University of Science and Technology (SeoulTech, Hangeul: 서울과학기술대학교, Hanja: 서울科學技術大學校, RR: Seoul Gwahak Gisul Daehakgyo) ist eine staatliche Universität in Südkorea und eine von 36 Hochschulen in Seoul.

## Geschichte
Die Seoul National University of Science and Technology wurde 1910 auf Befehl des Kaisers Gojong als Berufsschule eröffnet und später reorganisiert als  Gyeongseong Public Industrial School, Gyeonggi Technical College, Gyeonggi Open Industrial University und Seoul National University of Technology, bevor sie im September 2010, zum 100. Jahrestag ihrer Gründung, in die Seoul National University of Science and Technology umgewandelt wurde.
Aktuell besteht SeoulTech aus sechs Colleges, 23 Fakultäten und sieben Graduate Schools auf einer Gesamtfläche von 508.690 Quadratmeter.